# Frontera entre Arabia Saudita y Jordania
La frontera entre Arabia Saudita y Jordania es el límite que separa a Arabia Saudita de Jordania. Va del golfo de Áqaba a la frontera con Irak.
Las provincias sauditas que marcan la frontera son la provincia de Tabuk, capital Tabuk, y la provincia de Yauf, capital Sakaka.

## Historia
Oficialmente, las fronteras fueron fijadas por una serie de acuerdos entre el Reino Unido (entonces responsable del Mandato de Palestina) y el gobierno de lo que iba a convertirse en Arabia Saudita, y definidas formalmente por el acuerdo de Hadda del 2 de noviembre de 1925.
En 1965, Jordania y Arabia Saudita firmaron un acuerdo bilateral que realineó y redefinió la frontera. Éste desembocó en un intercambio de territorios, en tanto el litoral de Jordania sobre el golfo de Áqaba se alargó en aproximadamente dieciocho kilómetros.